# Marcowski Potok
Marcowski Potok (Mątwa) – potok górski w Sudetach Środkowych, w Górach Suchych, w woj. dolnośląskim.

## Przebieg i opis
Górski potok, lewy dopływ Ścinawki. Długość potoku wynosi 6,7 km. Źródła potoku znajdują się na łąkach w rejonie górnych zabudowań wsi Krajanów, złożone z drobnych wycieków na wysokości 620 m n.p.m. na wschodnim stoku góry Głowy (743 m n.p.m.) w Górach Suchych. Potok w górnym biegu płynie Doliną Marcowskiego Potoku przez Krajanów, a dalej dość głęboką doliną przecinającą przełomem Góry Suche w okolicy miejscowości Rybno. Zasadniczy kierunek biegu potoku jest południowo-wschodni. Jest to potok górski zbierający wody z południowych zboczy Gór Suchych. Potok w większości swojego biegu nieuregulowany o wartkim prądzie wody.
W przeszłości nad Marcowskim Potokiem funkcjonowało kilka młynów wodnych, najbardziej znanym był młyn w Błogocicach.

## Miejscowości, przez które przepływa
- Krajanów
- Rybno
- Rzędzina
- Błogocice
- Tłumaczów